# 物理単位
物理単位（ぶつりたんい）とは、物理学や計測学において、種々の物理量を表す単位として選ばれた基準の量である。
単に単位と呼ばれることが多いが、物理量ではないもののための単位と区別する場合には特に「物理単位」と言う。本項において、特に断りのない場合は「単位」とは物理単位を指すものとする。
単位には明確で使いやすい定義が必要である。実験結果の再現性は科学的方法において重要である。そのためには測定の基準が必要となり、測定の基準を便利なものにするために単位が必要となる。科学的な単位は、当初は商業の目的のために発展してきた度量衡の概念を様式化したものである。
複数の単位を組み合わせて体系としたものが単位系である。

## 次元としての単位
国際単位系（SI）の考え方および表記に従えば、物理量の値 (the value of a quantity) Qは、その数値 (numerical value) を示す数値 (number) n と単位 (unit) Uとの積として表される（従って単位の取り方に依存して数値は変更を受ける）。乗法記号（×）は省略して、「半角数字＋line-breakingしない四分の一角スペース＋半角英文字」と表記することが標準的である。
{\displaystyle Q=n\times {\boldsymbol {U}}=n\,{\boldsymbol {U}}}
また、商の形による表記も可能である。
{\displaystyle Q/{\boldsymbol {U}}=n}
具体例として、1 Pa の圧力 P を考えると、Q = P, n = 1, U = Pa であり、下記のようになる。
{\displaystyle P=1\,\mathrm {Pa} }
{\displaystyle P/\mathrm {Pa} =1}
{\displaystyle \log(P/\mathrm {Pa} )=0}
なお国際単位系 (SI) のルールでは、数値 n を示す場合には上記の商の形を用いる。従って物理量の値 Q の数値 n を数表の欄内に示す場合やグラフの軸に数値 n を付記する場合なども、それらのタイトル名としては単位 U で除算した Q/U の形を用いる（例：「圧力／Pa」）。
上記の物理量 Q や物理単位 U には次元という概念が定められている（数値 n は無次元量である）。上記の式も両辺の次元は一致している。無次元量は log などのべき乗 xn 以外の関数の引数に取ることができる。

### 単位の組み立て
ガイドライン
- 量は数値と単位記号の積として扱うので、単位量を対応する単位記号で割ると、無次元量となる。2つの異なる単位記号をかけると新しい単位記号となる。例えば、SIにおける速度の単位は、メートル毎秒(m/s)である。次元解析を参照のこと。同じ単位記号同士をかけると、累乗のような表現をする新しい単位記号となる（例: m2（平方メートル））
- いくつかの組立単位には固有の名称と記号が与えられている。例えば1ニュートン(N)は1 kg m/s2に等しい。固有の名称を持つ組立単位は、他の単位の組み立てに使用することができる。例えば、表面張力の単位はN/m（ニュートン毎メートル）ともkg/s2（キログラム毎秒毎秒）とも表現される。
- 「密度は単位体積当たりの質量である」という表現は「体積の『単位』によって割られた質量」という意味ではない。この「単位体積」という表現は「数値1と現在使用している体積の単位記号の積によって作られる『体積』」を示す。たとえば体積の単位としてm3を用いている場合、「単位体積」は 1 m3 である。ある均質な物質の質量をm、体積をV、現在使用している単位系での単位体積をV0とすると、この物質の密度ρおよび単位体積当たりの質量m0は以下のように表される。
{\displaystyle \rho ={\frac {m}{V}}={\frac {m_{0}}{V_{0}}}}

## 単位の換算
単位の換算には、異なる物理量の基準（単一の物理量の、または物理量と他の物理量の組み合わせの）の比較が必要となる。単位の間の換算比率はほとんどの場合ある程度不正確であり、より正確な比較が行えれば、より正確な換算が行えることになる。

## 倍量単位・分量単位
例えば長さを示すのに常にメートルのみを用いていたのでは、地球から他の天体までの距離は非常に大きな数値となり、逆に分子、素粒子などの大きさは非常に小さな数値となってしまう。大きな値や小さな値でも扱いやすい数値で表せるようにするために、基本となる単位の倍量・分量を示す単位が作られている。
SIをはじめとするメートル法では、元の単位に対する倍数を意味するSI接頭語が使用される。例えば、接頭語センチ (c) は0.01倍を意味し、センチメートル (cm) は0.01×メートルとなる。接頭語ミリ (m) は0.001倍を意味し、ミリニュートン (mN) は 0.001×N となる。
ただし、1つだけ例外がある。歴史的な理由により、質量の単位キログラム(kg)はすでに単位名に接頭語を含んでおり、接頭語はキログラムではなくグラム(g)に対してつけることになっている。すなわち、キログラムの10−6倍は、マイクロキログラム(µkg)ではなくミリグラム(mg)となる。
接頭語はちょうどの数値として定義されており、接頭語を使用する際には単位の換算を必要としない。例えば、"cm" と "0.01 m" とは全く同じ値である。これは単位の換算ではなく、「"4×5"と"20"とは同じ値である」というのと同様の、単なる数値的な換算である。
メートル法以外の単位系では、倍量単位・分量単位にも固有の名称をつけていることが多い。例えば尺貫法では、長さの基本となる単位は尺であるが、その10分の1は寸、6倍は間、10倍は丈となっている。また、メートル法のような10の累乗倍だけではなく、3倍、6倍、12倍などといった半端な数値が使われている。
なお、ここでいう「基本となる単位」のことを基本単位、倍量単位・分量単位のことを補助単位（または補助計量単位）と呼ぶこともある。SIでも同じ用語が使われているが、これとは異なる意味である。

### 単名数・複名数
数値の表し方として、単名数・複名数の概念がある。
単位を使ってある値を表す場合、1つの単位のみで表したものを単名数（たんめいすう）、それに対して、2つ以上の単位を使って表したものを複名数（ふくめいすう）または諸等数（しょとうすう）という。
詳細は、単名数・複名数を参照のこと。